# Локки, Джеймс
Джеймс Локки (фр. Lucky James; 23 июля 1992) — нигерский футболист, защитник. Был в составе национальной сборной Нигера на Кубке африканских наций 2013, который проходил в ЮАР.

## Биография
По одним данным он родился 23 июля 1992 года в Нигере, по другим данным он родился 2 мая 1984 года и является родом из Нигерии.
В 2012 году выступал в чемпионате Нигера за клуб «Дуан» из столице страны Ниамея. В 2014 году находился в составе нигерийской команды «Лоби Старз».
В январе 2013 года главный тренер национальной сборной Нигера Гернот Рор вызвал его на Кубок африканских наций в ЮАР. За сборную он был заявлен под номером 5. В команде Джеймс Локки был запасным игроком. На турнире он не сыграл ни одного матча.